# Raúl Inostroza
Raúl Inostroza (10 de setembro de 1921 - data desconhecida) foi um fundista e maratonista chileno.
Raúl Inostroza venceu a Corrida Internacional de São Silvestre, em 1948. E participou dos Jogos Olímpicos de Verão de 1952, nos 10 mil metros, ficando em 23º e na maratona, não a completando.